# Liste der Länderspiele der australischen Futsalnationalmannschaft der Frauen
Die nachfolgende Liste enthält alle Länderspiele der australischen Futsalnationalmannschaft der Frauen, die der Fußballverband von Australien, die Football Federation Australia (FFA, 1921–1961 Australian Soccer Association (ASA), 1961–1995 Australian Soccer Federation (ASF), 1995–2003 Soccer Australia (SA), 2003–2005 Australian Soccer Association (ASA)), im Jahr 1997 gegründet hat. Futsal ist die einzige von der FIFA anerkannte Variante des Hallenfußballs. Bisher wurden sechs Länderspiele ausgetragen.

## Länderspielübersicht
Legende
- Erg. = Ergebnis
- n. V. = nach Verlängerung
- i. S. = im Sechsmeterschießen
- abg. = Spielabbruch
- H = Heimspiel
- A = Auswärtsspiel
- * = Spiel auf neutralem Platz
- Hintergrundfarbe grün = Sieg
- Hintergrundfarbe gelb = Unentschieden
- Hintergrundfarbe rot = Niederlage

| Nr.                    | Datum      | Erg. | Gegner   |   | Austragungsort                               | Anlass             | Bemerkungen |
| ---------------------- | ---------- | ---- | -------- | - | -------------------------------------------- | ------------------ | --- |
| 1                      | 13.10.1997 | 1:8  | Portugal | A | Lissabon (POR), Pavilhão Desportivo da Ajuda | Freundschaftsspiel | Erstes Auswärtsspiel Erste Niederlage Erste Auswärtsniederlage Höchste Niederlage Höchste Auswärtsniederlage Erstes Länderspiel gegen Portugal |
| 2                      | 15.10.1997 | 3:6  | Portugal | A | Caldas da Rainha (POR)                       | Freundschaftsspiel | |
| 3                      | 17.10.1997 | 2:7  | Portugal | A | Porto (POR)                                  | Freundschaftsspiel | |
| 4                      | 19.10.1997 | 2:8  | Portugal | A | Condeixa-a-Nova (POR)                        | Freundschaftsspiel | |
| 5                      | 01.06.2013 | 3:4  | Thailand | H | Brisbane                                     | Freundschaftsspiel | Erstes Heimspiel Erste Heimniederlage Erstes Länderspiel gegen Thailand                                                                        |
| 6                      | 02.06.2013 | 1:5  | Thailand | H | Brisbane                                     | Freundschaftsspiel | Höchste Heimniederlage |
| Stand: 24. August 2018 |            |      |          |   |                                              |                    | |

## Statistik
In der Statistik werden nur die offiziellen Länderspiele berücksichtigt.
Legende
- Sp. = Spiele
- Sg. = Siege
- Uts. = Unentschieden
- Ndl. = Niederlagen
- Hintergrundfarbe grün = positive Bilanz
- Hintergrundfarbe gelb = ausgeglichene Bilanz
- Hintergrundfarbe rot = negative Bilanz

### Gegner
| Land     | Kontinentalverband | Sp. | Sg. | Uts. | Ndl. | Torverhältnis |
| -------- | ------------------ | --- | --- | ---- | ---- | ------------- |
| Portugal | UEFA               | 4   | 0   | 0    | 4    | 08:29         |
| Thailand | AFC                | 2   | 0   | 0    | 2    | 4:9           |
| Gesamt   | Gesamt             | 6   | 0   | 0    | 6    | 12:38         |

### Kontinentalverbände
| Kontinentalverband                 | Sp. | Sg. | Uts. | Ndl. | Torverhältnis |
| ---------------------------------- | --- | --- | ---- | ---- | ------------- |
| AFC (Asien)                        | 2   | 0   | 0    | 2    | 4:9           |
| CAF (Afrika)                       | 0   | 0   | 0    | 0    | 0:0           |
| CONCACAF (Nord- und Mittelamerika) | 0   | 0   | 0    | 0    | 0:0           |
| CONMEBOL (Südamerika)              | 0   | 0   | 0    | 0    | 0:0           |
| OFC (Ozeanien)                     | 0   | 0   | 0    | 0    | 0:0           |
| UEFA (Europa)                      | 4   | 0   | 0    | 4    | 08:29         |
| Gesamt                             | 6   | 0   | 0    | 6    | 12:38         |

### Anlässe
| Anlass              | Sp. | Sg. | Uts. | Ndl. | Torverhältnis |
| ------------------- | --- | --- | ---- | ---- | ------------- |
| Freundschaftsspiele | 6   | 0   | 0    | 6    | 12:38         |
| Gesamt              | 6   | 0   | 0    | 6    | 12:38         |

### Spielarten
| Spielart                       | Sp. | Sg. | Uts. | Ndl. | Torverhältnis |
| ------------------------------ | --- | --- | ---- | ---- | ------------- |
| Heimspiele (H)                 | 2   | 0   | 0    | 2    | 4:9           |
| Spiele auf neutralem Platz (*) | 0   | 0   | 0    | 0    | 0:0           |
| Auswärtsspiele (A)             | 4   | 0   | 0    | 4    | 08:29         |
| Gesamt                         | 6   | 0   | 0    | 6    | 12:38         |

### Austragungsorte
| Austragungsort   | Land       | Sp. | Sg. | Uts. | Ndl. | Torverhältnis |
| ---------------- | ---------- | --- | --- | ---- | ---- | ------------- |
| Brisbane         | Australien | 2   | 0   | 0    | 2    | 4:9           |
| Caldas da Rainha | Portugal   | 1   | 0   | 0    | 1    | 3:6           |
| Condeixa-a-Nova  | Portugal   | 1   | 0   | 0    | 1    | 2:8           |
| Lissabon         | Portugal   | 1   | 0   | 0    | 1    | 1:8           |
| Porto            | Portugal   | 1   | 0   | 0    | 1    | 2:7           |
| Gesamt           | Gesamt     | 6   | 0   | 0    | 6    | 12:38         |

### Spielergebnisse
|      | Gegentore | Gegentore | Gegentore | Gegentore | Gegentore | Gegentore | Gegentore | Gegentore | Gegentore |
| Tore | 0         | 1         | 2         | 3         | 4         | 5         | 6         | 7         | 8         |
| ---- | --------- | --------- | --------- | --------- | --------- | --------- | --------- | --------- | --------- |
| 0    | -         | -         | -         | -         | -         | -         | -         | -         | -         |
| 1    | -         | -         | -         | -         | -         | 1         | -         | -         | 1         |
| 2    | -         | -         | -         | -         | -         | -         | -         | 1         | 1         |
| 3    | -         | -         | -         | -         | 1         | -         | 1         | -         | -         |